# Wolf (climatización)
Wolf GmbH es una empresa alemana de la industria de la calefacción y el aire acondicionado que tiene su sede en Mainburgo, Baviera. Es una subsidiaria de propiedad total de Centrotec Sustainable AG de Brilon. La compañía emplea a más de 1.600 personas y genera 2.012 ventas anuales por 339 millones de euros. Alrededor de 400 empleados trabajan en filiales y afiliadas en 57 países.
Los productos incluyen sistemas de aire acondicionado, sistemas de calefacción, sistemas de ventilación, sistemas de energía solar y sistemas de cogeneración.

## Productos
- Sistemas de calderas.
- Condensación de gas o gasoleo.
- Tecnología de calefacción por biomasa
- Bombas de calor, aerotermos y depósitos de agua caliente
- Sistemas solares.
- Aire acondicionado.
- Ventilación
- Sistemas de control
- Cogeneración